# Bầu cử bổ sung Myanma năm 2012
Bầu cử bổ sung Myanma năm 2012 là một cuộc bầu cử đã được tổ chức vào ngày 1 tháng 4 năm 2012. Cuộc bầu cử tổ chức nhằm bổ sung nghị sĩ vào 45 ghế còn trống trong quốc hội gồm 664 thành viên của Myanmar Cuộc bầu cử phụ này diễn ra vài tháng sau khi chính phủ Myanmar bất ngờ thực hiện hàng loạt cải cách. Cuộc bầu cử quốc hội bổ sung tại Myanmar này có tổng cộng 17 chính Đảng tham gia tranh cử với 157 ứng cử viên, trong đó có 7 ứng cử viên độc lập, đua tranh vào 45 ghế, gồm 37 ghế Hạ viện, 6 ghế Thượng viện và 2 ghế tại các cơ quan lập pháp cấp khu vực và cấp bang.
Phe đối lập chính Đảng Liên minh Quốc gia vì Dân chủ đã được tái đăng ký tham gia, cuộc bầu cử vào ngày 13 tháng 12 năm 2011 như là một phần của cải cách tại Miến Điện kể từ năm 2010. Lãnh đạo Đảng Liên minh Quốc gia vì Dân chủ Aung San Suu Kyi chạy đua ghế của khu vực cử tri Kawhmu, nơi mà bà đã giành chiến thắng và Đảng của bà đã giành 40 trong số 44 ghế họ đang tranh cử.
Trong tháng 2 năm 2012, Tổng thống Thein Sein nhận phát biểu rằng chính phủ sẽ nghiêm túc xem xét "cho phép quan sát khu vực Đông Nam Á từ Hiệp hội các quốc gia Đông Nam Á thực hiện giám sát cuộc bầu cử. Chính phủ Myanma đã xác nhận rằng họ đã yêu cầu cho các quan sát viên bầu cử ASEAN đến ngày 28 tháng 3, năm ngày trước khi cuộc bầu cử. Hoa Kỳ, Liên minh châu Âu, Trung Quốc, và Hàn Quốc, cũng như các đối tác đối thoại của ASEAN (Ấn Độ, Nhật Bản, New Zealand, Hàn Quốc, Nga và Úc), cũng mời quan sát cuộc bầu cử, mặc dù Myanma vẫn chưa rõ mức độ tiếp cận của các nhà quan sát quốc tế sẽ được phép. Hoa Kỳ đã gửi hai quan sát viên bầu cử và ba nhà báo. 
Ngày 2 tháng 4, Ủy ban bầu cử liên bang Myanma chính thức tuyên bố Đảng Liên minh Quốc gia vì Dân chủ đã giành được đa số ghế trong cuộc bầu cử quốc hội bổ sung ở nước này. Theo kết quả sơ bộ được công bố trên đài phát thanh và đài truyền hình quốc gia, tính đến thời điểm này, trong số 45 ghế được bầu bổ sung, NLD đã giành được 40 ghế, trong đó có 35 ghế Hạ viện, 3 ghế Thượng viện và 2 ghế đại biểu khu vực hoặc bang. Trong số 35 ghế Hạ viện mà Đảng Liên minh Quốc gia vì Dân chủ giành được có tất cả sáu ghế tại 6 khu vực bầu cử ở Yangon và toàn bộ 4 ghế ở các khu vực bầu cử tại thủ đô Nay Pyi Taw. Dự kiến, 5 ghế còn lại sẽ sớm được công bố trong thời gian tới.